# Astrologia (album)
Astrologia è il primo album del cantautore italiano Luca Bonaffini, pubblicato nel 1988 dall'etichetta discografica Carrere.

## Descrizione
Album d'esordio di Bonaffini, Astrologia esce a Natale 1988 per la Carrere e contiene nove canzoni, scelte dallo stesso artista, scritte tra il 1983 e il 1988.
Pubblicato solo su vinile e in musicassetta, viene distribuito per due volte in pochi mesi: a dicembre, appunto in occasione delle feste natalizie, e a febbraio, dopo l'ingresso di Bonaffini nella rosa degli aspiranti alla sezione Emergenti del Festival di Sanremo 1989 con il brano Con la bocca chiusa.

## Tracce
1. Con la bocca chiusa – 3:55
2. Polifemo (das auge) – 3:33
3. Un'altra vita – 3:15
4. Astrologia – 3:25
5. Ehi ballerina – 3:00
6. Senza tempo – 3:20
7. Free time – 4:25
8. Finale – 4:25
9. Non ci si può nascondere – 2:27